# العلاقات البرازيلية البيروية
العلاقات البرازيلية البيروفية هي العلاقات الثنائية التي تجمع بين البرازيل وبيرو.

## مقارنة بين البلدين
هذه مقارنة عامة ومرجعية للدولتين:
| وجه المقارنة                                              | البرازيل | بيرو                                   |
| --------------------------------------------------------- | --- | -------------------------------------- |
| المساحة (كم2)                                             | 8.52 مليون | 1.29 مليون                             |
| عدد السكان (نسمة)                                         | 202.66 مليون | 32.16 مليون                            |
| الكثافة السكانية (ن./كم²)                                 | 23.79 | 24.93                                  |
| العاصمة                                                   | برازيليا، ريو دي جانيرو | ليما                                   |
| اللغة الرسمية                                             | برتغالية برازيلية، Brazilian Sign Language ‏ | اللغة الإسبانية، اللغة الأيمرية، كتشوا |
| العملة                                                    | ريال برازيلي، كروزيرو ريال برازيلي ‏، كروزيرو البرازيلية (1990–1993)، البرازيلي كروزادو نوفو، كروزادو برازيلي، cruzeiro ‏، كروزيرو البرازيلية (1942–1967)، الريال البرازيلي (قديم) | سول بيروفي جديد                        |
| الناتج المحلي الإجمالي (بليون دولار)                      | 2.06 تريليون | 211.39 مليار                           |
| الناتج المحلي الإجمالي (تعادل القوة الشرائية) بليون دولار | 3.22 تريليون | 393.13 مليار                           |
| الناتج المحلي الإجمالي الاسمي للفرد دولار أمريكي          | 8.54 ألف | 6.03 ألف                               |
| الناتج المحلي الإجمالي للفرد دولار أمريكي                 | 15.89 ألف | 11.99 ألف                              |
| مؤشر التنمية البشرية                                      | 0.754 | 0.740                                  |
| رمز المكالمات الدولي                                      | +55 | +51                                    |
| رمز الإنترنت                                              | .br | .pe                                    |
| المنطقة الزمنية                                           | | توقيت بيرو، 00                         |

## مدن متوأمة
في ما يلي قائمة باتفاقيات التوأمة بين مدن برازيلية وبيروفية:
- ترتبط بيلو هوريزونتي مع شيمبوتي باتفاقية توأمة منذ 2006.
- ترتبط ريو دي جانيرو مع كوسكو باتفاقية توأمة منذ 1969.
- ترتبط برازيليا مع ليما باتفاقية توأمة منذ 2004.
- ترتبط بونتا غروسا مع أريكيبا باتفاقية توأمة.
- ترتبط ساو باولو مع أريكيبا باتفاقية توأمة منذ 28 يوليو 1961.[15][15][15][15]
- ترتبط غويانيا مع تارابوتو باتفاقية توأمة.
- ترتبط Lins, São Paulo [الإنجليزية]‏ مع أريكيبا باتفاقية توأمة.
- ترتبط بليم مع تارابوتو باتفاقية توأمة.
- ترتبط ماناوس مع إكيتوس باتفاقية توأمة.

## منظمات دولية مشتركة
يشترك البلدان في عضوية مجموعة من المنظمات الدولية، منها:
| علم المنظمة | اسم المنظمة                                                          | تاريخ انضمام البرازيل | تاريخ انضمام بيرو |
| ----------- | -------------------------------------------------------------------- | --------------------- | ----------------- |
|             | مجموعة دول الأنديز                                                   | ?                     | ?                 |
|             | وكالة حظر الأسلحة النووية في أمريكا اللاتينية ومنطقة البحر الكاريبي ‏ | ?                     | ?                 |
|             | الاتحاد البريدي العالمي                                              | ?                     | ?                 |
|             | يونسكو                                                               | 4 نوفمبر 1946         | 21 نوفمبر 1946    |
|             | البنك الدولي للإنشاء والتعمير                                        | 14 يناير 1946         | 31 ديسمبر 1945    |
|             | منظمة التجارة العالمية                                               | ?                     | ?                 |
|             | وكالة ضمان الاستثمار متعدد الأطراف                                   | 7 يناير 1993          | 2 ديسمبر 1991     |
|             | اتحاد دول أمريكا الجنوبية                                            | ?                     | ?                 |
|             | الاتحاد الدولي للاتصالات                                             | 4 يوليو 1877          | 12 يوليو 1915     |
|             | منظمة الشرطة الجنائية الدولية                                        | ?                     | ?                 |
|             | مؤسسة التمويل الدولية                                                | 31 ديسمبر 1956        | 20 يوليو 1956     |
|             | الأمم المتحدة                                                        | 24 أكتوبر 1945        | 31 أكتوبر 1945    |
|             | مؤسسة التنمية الدولية                                                | 15 مارس 1963          | 30 أغسطس 1961     |
|             | الفريق المعني برصد الأرض                                             | ?                     | ?                 |
|             | منظمة حظر الأسلحة الكيميائية                                         | ?                     | ?                 |

## أعلام
هذه قائمة لبعض الشخصيات التي تربطها علاقات بالبلدين:
- لويز دا سيلفا (لاعب كرة قدم بيروفي، 28 ديسمبر 1996[21] – )

## وصلات خارجية
- موقع وزارة الخارجية البرازيلية
- موقع وزارة الخارجية البيروفية